# Augusto da Conceição Amaral
Augusto da Conceição Amaral ist ein Politiker aus Osttimor. Er ist Mitglied der FRETILIN.
Amaral wurde bei den Wahlen 2001 auf Platz 14 der FRETILIN-Liste in die Verfassunggebende Versammlung gewählt, aus der mit der Entlassung in die Unabhängigkeit am 20. Mai 2002 das Nationalparlament Osttimors wurde. Bei den Parlamentswahlen in Osttimor 2007 trat Amaral nicht mehr als Kandidat an.